# Spilosoma syra
Spilosoma syra är en fjärilsart som beskrevs av Daniel 1933. Spilosoma syra ingår i släktet Spilosoma och familjen björnspinnare. Inga underarter finns listade i Catalogue of Life.